# Valmontone
Valmontone – miejscowość i gmina we Włoszech, w regionie Lacjum, w prowincji Rzym.
Według danych na rok 2004 gminę zamieszkiwało 12 550 osób, 313,8 os./km².

## Miasta partnerskie
- Benifaió
- Weiler-Simmerberg